# Heřman Němeček
Heřman Němeček křtěný Heřman Viktor Rudolf (18. ledna 1877 Komárov  – srpen 1941 Paříž) byl český akademický malíř, ilustrátor, kreslíř a legionář.

## Život
Narodil se otci Viktoru Niemeczkovi, skladníku v Komárově a matce Marii Magdaléně rozené Schneider. Pohřben byl 14. srpna 1941 na hřbitově Ivry ve volném zákopu číslo 42 u obce Ivry-sur-Seine departmentu Val-de-Marne. Přesné datum úmrtí není známé.

### Studium
Heřman Němeček studoval v letech 1897–1900 na Uměleckoprůmyslové škole v Praze u profesora K. V. Maška, v letech 1900–1901 ve speciální škole profesora Vojtěcha Hynaise na pražské Akademii výtvarných umění, kde se specializoval na malbu a kresbu. Sedm let se v malířských technikách zdokonaloval na prestižní Akademii výtvarných umění v Mnichově u profesorů Ludwiga von Lofftze a Karla von Marra.

### Profese
Po studiích odešel do Paříže, kde ilustroval knihy pro Pierra Lafitta. Po 1. světové válce se po vzoru mnoha jiných malířů té doby usídlil v Paříži, kde byl v kontaktu s Františkem Kupkou a Alfonsem Muchou, po kterém převzal ilustrátorskou činnost v nakladatelství F. Champenoix. Ilustroval pro toto nakladatelství romány významných francouzských spisovatelů. Pak pracoval jako ředitel publikačního ateliéru v tiskárně L. Vergera.

### Legie
Do československých legií ve Francii Heřman Němeček vstoupil v březnu 1918. Francouzské legie byly vytvořeny po rozpadu Rakousko-Uherska v roce 1918, když vznikl samostatný československý stát. Tyto jednotky bojovaly po boku francouzské armády na frontě v západní Evropě a hrály klíčovou roli v boji proti německé ofenzívě na jaře roku 1918. Heřman Němeček byl zařazen k 23. československému střeleckému pluku. V hodnosti majora byl v listopadu téhož roku služebně zařazen k Československé národní radě v Paříži. Byl vyznamenán Československou revoluční medailí a medailí Vítězství, francouzskou medailí Commémorative de la Grande Guerre 1914–1918. Demobilizován z československé armády byl v říjnu roku 1919. Téhož roku odjel Němeček s uměleckou výpravou Otakara Nejedlého na bojiště 1. světové války do Francie. Úkolem této výpravy bylo výtvarné ztvárnění míst, kde francouzské legie bojovaly. Zde maloval obrazy z bojiště na základě vlastních prožitků z války.

## Výtvarník

### Dílo
Na přelomu století, tedy na konci 19. a začátku 20. století, být malířem bylo velmi prestižní a respektovanou profesí. Malíři byli v této době obdivováni pro své umělecké dovednosti a schopnosti zachytit svět kolem sebe. Výtvarné dílo Heřmana Němečka však zůstalo v Československu téměř zapomenuto, i když ho lze zařadit mezi významné malíře své doby.[zdroj?] V jeho obrazech lze vystopovat i vliv impresionismu. Činný byl také jako ilustrátor. Byl znám a oceňován spíše ve Francii nebo v Německu než doma v Československu.

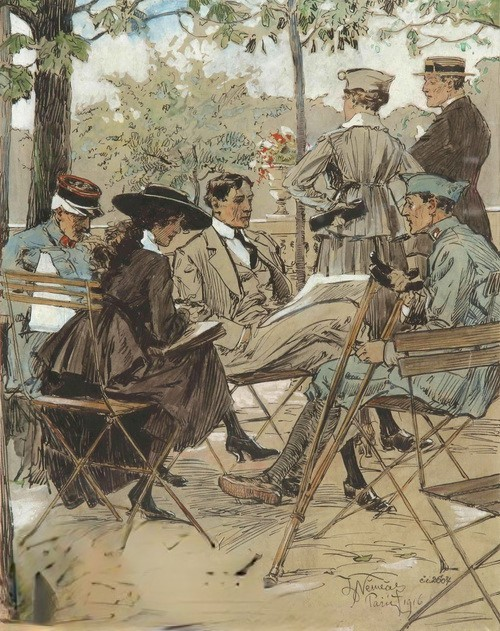
Heřman Němeček: Invalida v Lucemburské zahradě, Paříž 1916

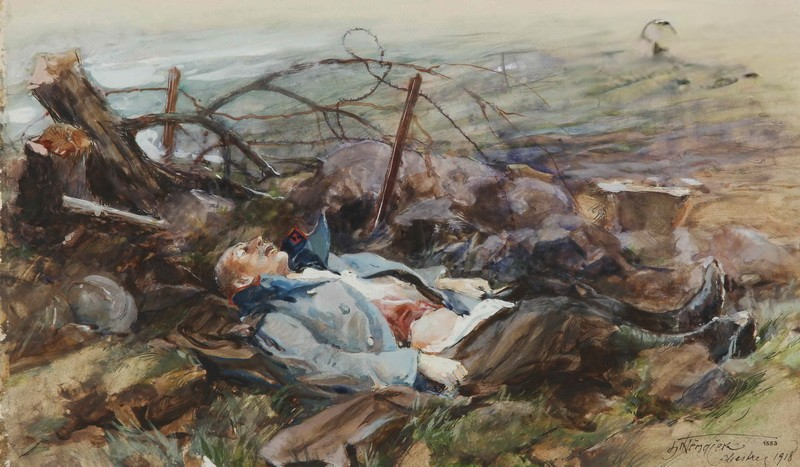
Heřman Němeček: Chestres, 1918

Expresivní akvarelová malba je technika malování akvarelů, která se zaměřuje na výraznou a emotivní prezentaci tématu. Tato technika využívá vodnaté barvy a papíru k vytvoření barevných kaskád, které mají výraznou a dynamickou kvalitu. Právě touto technikou byla vytvořena i malba Chestres 1918, která vznikla na základě autorových osobních prožitků z válečných zákopů ve Francii.

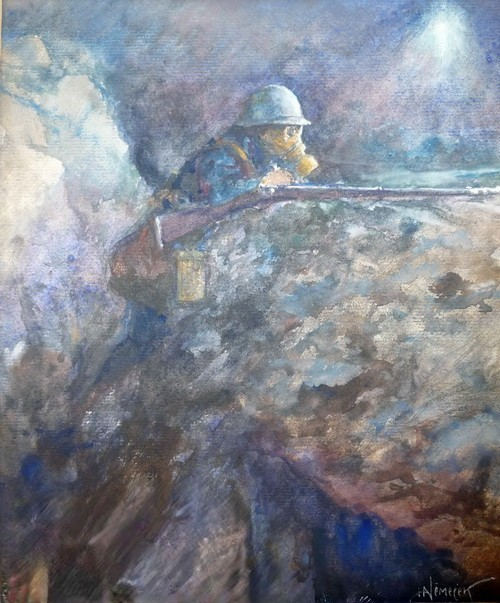
Heřman Němeček: Pozorovatel, 1918

Stejná technika byla použita i na malbě Pozorovatel, kde umělec zobrazil československého legionáře ve francouzské uniformě v zákopu pravděpodobně u Vouziers v říjnu 1918. Výše uvedená díla jsou součástí sbírek Vojenského historického ústavu v Praze.

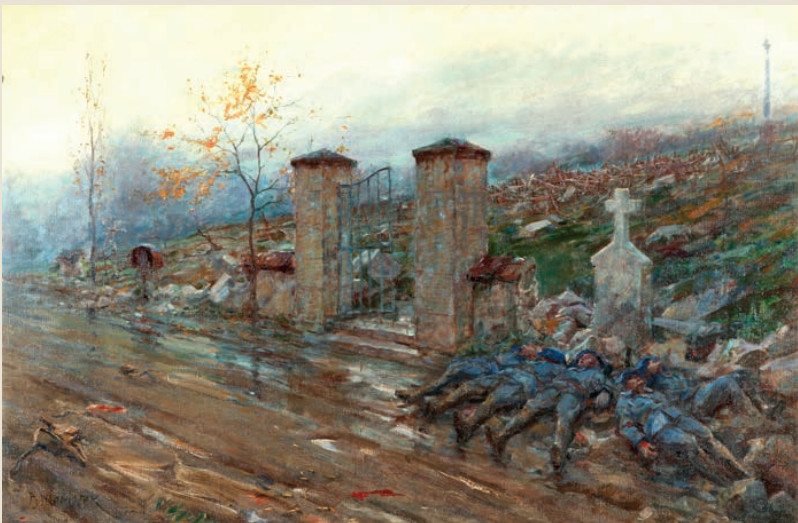
Heřman Němeček: Baterie mrtvých u Terronu, 1918

Olejomalba Baterie mrtvých u Terronu ukazuje mrtvé legionáře.
Obrazy Heřmana Němečka reprodukovaly časopisy Zlatá Praha, Humoristické listy, jako akademický malíř ilustroval knihu A. B. Šťastného „Vychovatelka“, která vyšla v roce 1903, kreslil pro francouzské týdeníky La Vie Parisienne, Le Sourire a německé Meggendorfer Blätter, Lustige Blätter, Leipziger illustrierte Zeitung nebo list Lustige Woche. Nějakou dobu působil v Domažlicích. V Československu však dlouho nezůstal, vrátil se podobně jako František Kupka brzy zpět do Francie, kde byl hlavně činný jako ilustrátor. Ilustroval romány od Émila Zoly (např. Lístek lásky,  viz také přehled ilustrovaných knih), F. M. Dostojevského, G. Sandové, M. Leblanca aj. Autor podobizen, ilustrací, maloval i plakáty, včetně rozměrného (3 × 4 m) La Sponite. Byl autorem několika obrazových kalendářů.
Byl také členem Spolku výtvarných umělců Mánes.

### Výstavy
Díla Heřmana Němečka byla vystavována na výstavách v Česku i v zahraničí a získala ocenění jak odborné, tak laické veřejnosti. Jeho malby byly oblíbené pro svou realistickou podobu a jeho schopnost zachytit každodenní život.
- srpen 1910 a 1918 Domažlice, samostatná výstava[24]
- 18. dubna – 18. května 1919 Uměleckoprůmyslové museum v Praze, výstava „Obrazy z bojišť Francie“ (22 obrazů)[11]
- 28. října 1919 – 15. ledna 1920 Obecní dům v Praze, kolektivní výstava „Náš odboj“[29]
- říjen 1945 pavilon Jednoty výtvarných umělců (dnes galerie Myslbek)[30] v Praze, kolektivní výstava „Výběr zachráněných obrazů a plastik ze sbírek musea Památníku osvobození“
- 14. září 2000 – 14. ledna 2001 Galerie Rudolfinum v Praze, uveden v katalogu ke kolektivní výstavě „Křídla slávy, Vojtěch Hynais, čeští Pařížané a Francie“[31]
- 6. listopadu 2008 – 8. února 2009 Místodržitelský palác v Brně, kolektivní výstava „Pole tvůrčí a válečná“[32]

### Galerie

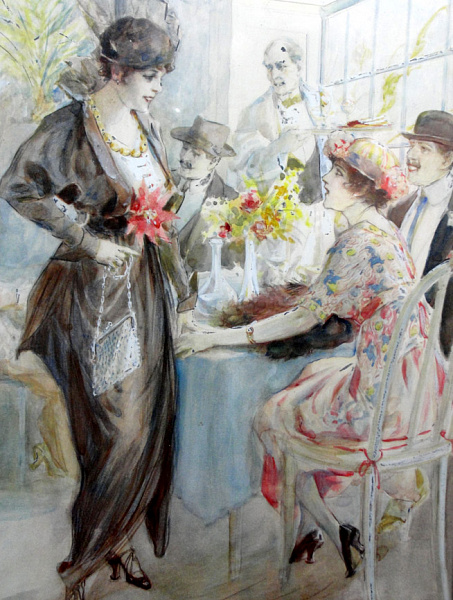
Shledání v restauraci, Paříž 1914
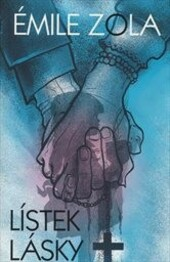
Obálka knihy
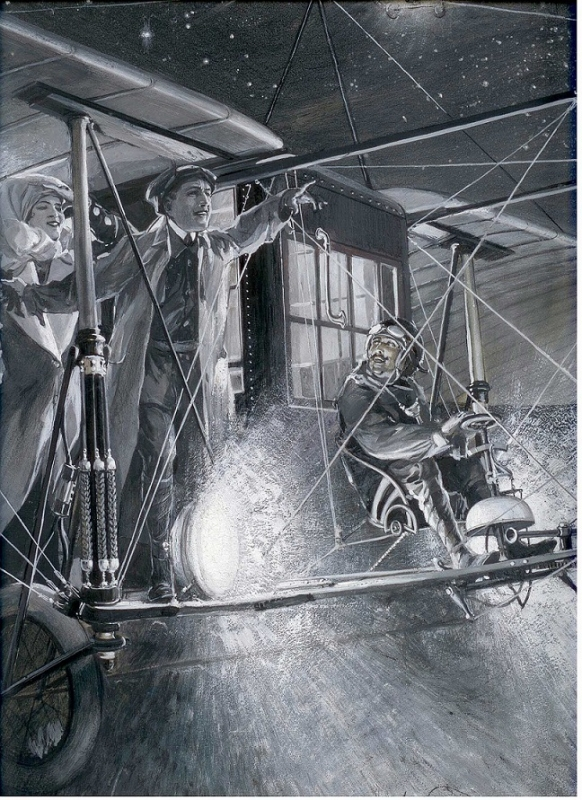
ilustrace, kombinovaná technika, 1912
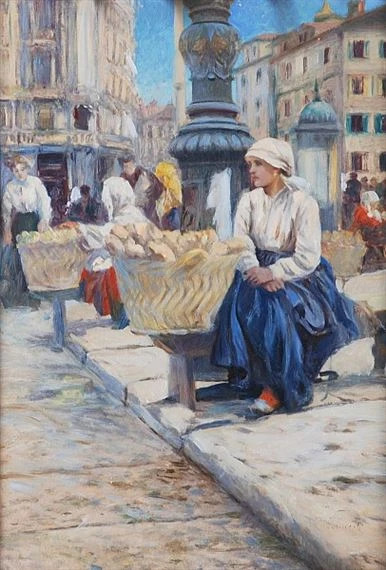
Pařížanka na trhu
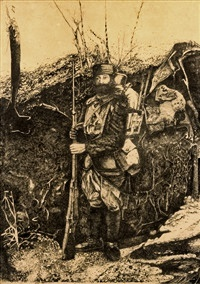
Malíř František Kupka v zákopech
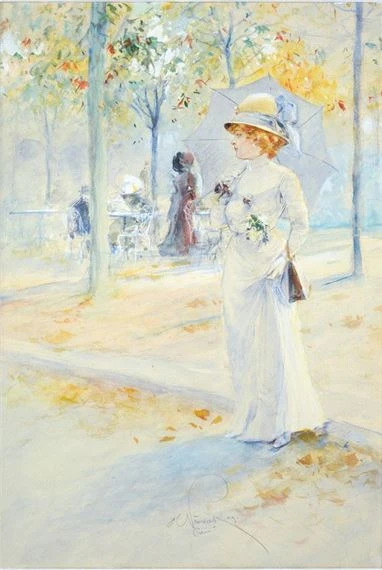
Dáma v zahradách
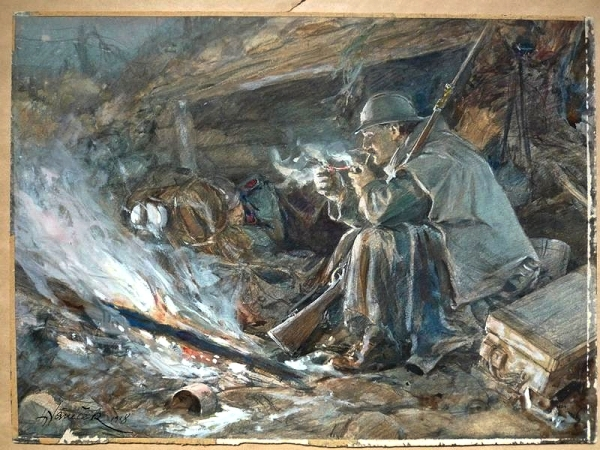
U ohně, 1915
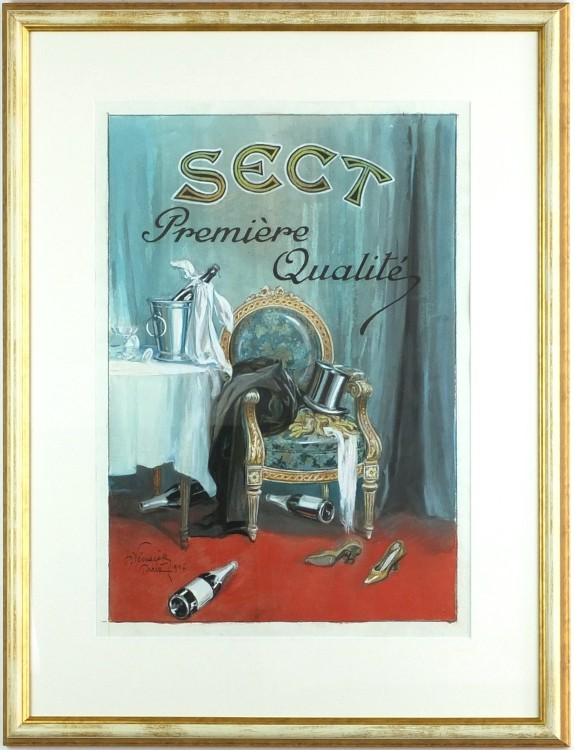
SECT Premiére Qualité, Paříž 1926
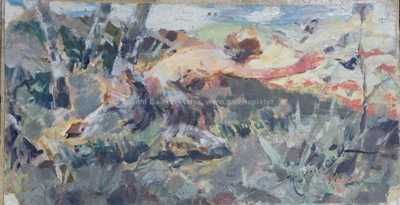
U ohýnku, 1901
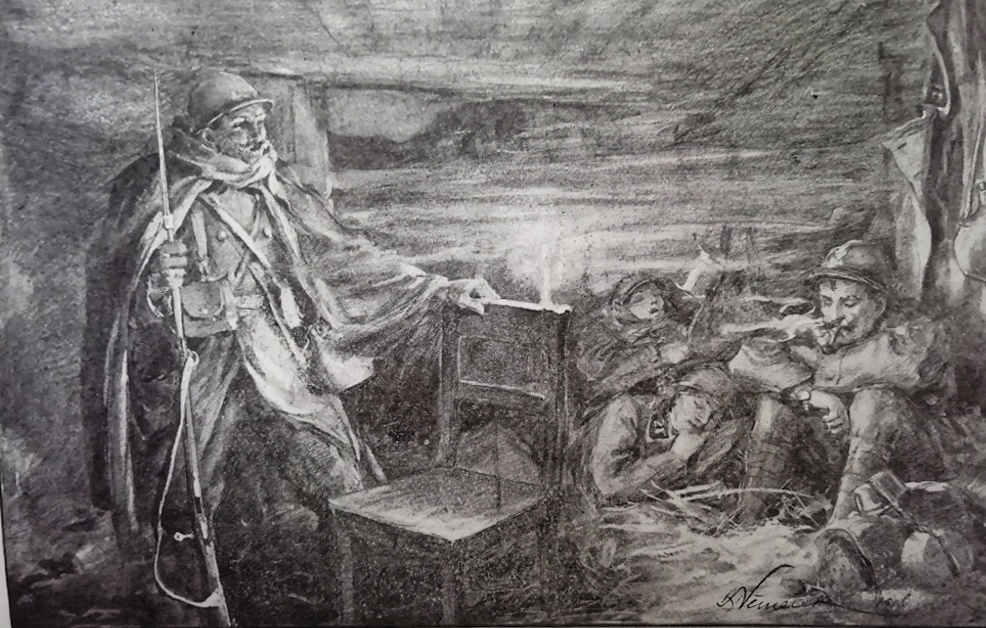
V podzemním úkrytu